# Rubia haematantha
Rubia haematantha là một loài thực vật có hoa trong họ Thiến thảo. Loài này được Airy Shaw miêu tả khoa học đầu tiên năm 1931.